# Échangeur de Charleroi-Nord
L'Échangeur de Charleroi-Nord est un échangeur de Belgique entre l'A54 (E420), le R9 et la N90 (Route de la Basse-Sambre).
Il a la particularité de n'avoir aucune bretelle de l'A54 vers la N90, pour y accéder il faut passer par le R9 ou bien prendre la sortie Charleroi-Nord.
L'Échangeur passe sous le tunnel Hiernaux.